# Brisača
Brisača je kos tkanine ali papirja, ki je namenjen sušenju ali brisanju. Ob neposrednem stiku privlači vlago, kar ji omogoča spremljajoče gibanje z namenom popivnati ali otirati.